# 甲状腺
甲狀腺（thyroid gland）是脊椎動物非常重要的腺體，屬於内分泌器官。在哺乳動物它位於頸部甲狀軟骨下方，氣管兩旁。人類的甲狀腺位于颈前下方，约15至25克；由于其形似蝴蝶，猶如盾甲，故名。
甲狀腺控制使用能量的速度、製造蛋白質、調節其他身體系統對其他激素的敏感性；對兒童的智能、生長發育，以及對成人的代謝都有影響。甲狀腺藉由製造甲狀腺激素來調節這些反應，主要有兩種激素：三碘甲腺原氨酸（triiodothyronine，T3）和四碘甲腺原氨酸（tetraiodothyronine；简称甲状腺素：thyroxine，T4）。T3和T4由碘和酪氨酸合成。甲狀腺也分泌降鈣素，調節體內鈣的平衡。

## 發育
在胚胎期第三周，消化器官原基“前肠”在鳃弓部位出芽形成甲状腺细胞。甲状腺细胞向下成為一團细胞，其與舌相連的狹管叫甲狀腺舌管（ductus thyroglossus）。甲狀腺舌管後來會閉合，甲狀腺因此就斷開了與前腸的連接。偶然也会发生闭合不完全，这会导致甲状舌管囊肿。
在哺乳动物中，第五咽囊的细胞会移入甲状腺，成为后来的C细胞。而它们在其他的脊椎动物则还会形成一个器官-后鳃体。在很多哺乳类动物种属里，内皮小体（glandula parathyroidea interna，是其中一个甲状旁腺）也算作甲状腺的一部分。而在人类，它则作为下甲状旁腺（glandula parathyroidea inferior）位于甲状腺下极。
在尾索动物（Tunicata）和头索动物（Acrania）的内柱被视为脊索动物甲状腺的同源器官。内柱是一位于鳃裂，充满腺体的结构，它会分泌含碘的黏性物质。

## 解剖學

### 哺乳动物

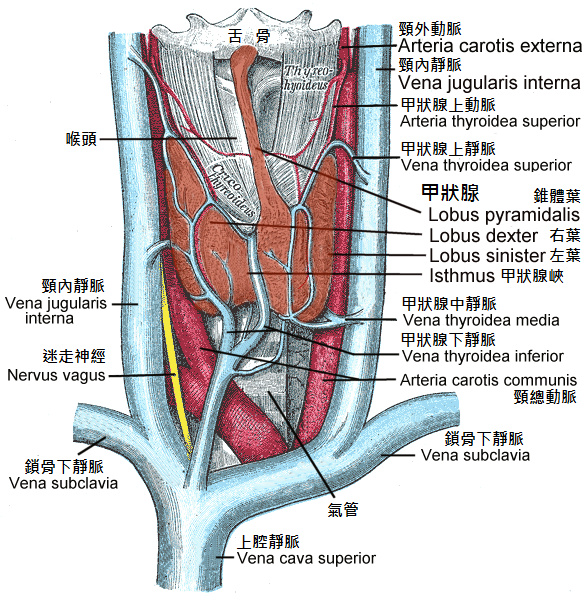
甲状腺

人类和猪的甲状腺才是典型的甲状。大部分的哺乳动物的甲状腺由两叶组成（lobus dexter和sinister），位于气管两侧，大部分情况下会有一狭长的带条结构-甲状腺峡（isthmus）相连。甲状腺峡可以由腺体组织（isthmus glandularis，如肉食性動物）或者只是由结缔组织（Isthmus fibrosus，如马，羊和山羊）组成，但有一些种属却会没有该结构。人类甲状腺一叶的大小与拇指终指节相当，女性的甲状腺正常大小可达18毫升，男性达25毫升。半数的人甲状腺舌管会变为一条不规则的组织即甲状腺锥体叶（lobus pyramidalis）。
甲状腺的血液由自颈总动脉发出的甲状腺上动脉（arteria thyroidea superior）和甲状腺下动脉（arteria thyroidea inferior）；动物则称为arteria thyroidea cranialis（拉丁文，意为“上端”的甲状腺动脉）和caudalis（拉丁文，意为“下端”）。神经方面，甲状腺由自律神经系统控制，其交感神经纤维来自颈上神经节（ganglion cervicale craniale），副交感神经纤维则来自迷走神经。

### 其他脊椎动物
鱼类的甲状腺位于鳃部，两栖动物两片甲状腺位于喉头两侧。爬行动物的甲状腺并不成对出现，位于颈部大血管的分叉处。鸟的甲状腺以小颗粒状位于胸部入口前气管上，锁骨水平，比起其他脊椎动物远要靠后。

## 生理學
甲狀腺的主要生理功能是製造四種激素：三碘甲腺原氨酸（T3），甲狀腺素（T4）和降鈣素，以及少量逆-三碘甲腺原氨酸（rT3）。約80%的T4在周邊組織（包括肝臟、腎臟、脾臟）轉換成T3；T4可以算是一種T3的前激素，因為T3的效力比T4大上好幾倍。

### T3和T4的製造及作用
甲狀腺素（T4）是由甲狀腺的濾泡細胞由酪氨酸合成，且鍵結在一種稱為甲狀腺球蛋白（thyroglobulin，Tg）的酪氨酸殘基上。碘被由酵素甲狀腺過氧化脢抗體（甲狀腺過氧化物酶，TPO）製造的碘捕捉器，過氧化氫，抓住，且鍵結到甲狀腺球蛋白的酪氨酸殘基和遊離酪氨酸的上。其連結位子是在苯環的3'和5'。因為促甲状腺激素（TSH）的刺激，濾泡細胞將甲狀腺球蛋白吸收進來，且在溶酶體（lysosome）將碘化酪氨酸切斷，形成T3和T4，將它們釋放到血液中。去碘酵素（deiodinase）會將T4轉換成T3。甲狀腺素的成分含80-90%的T4和10-20%的T3。發育中的腦細胞是甲狀腺激素T3和T4的主要目標。甲狀腺激素在腦細胞發育的嬰兒時期扮演著相當重要的角色。已經有一個運輸蛋白被證實跟T4穿過血腦屏障有關。還有另一個運輸蛋白是跟T3穿過血腦障壁有關。

### T3和T4的調節
甲狀腺素和三碘甲腺原氨酸的製造是由腦垂腺前葉釋放的促甲狀腺激素（TSH）所調節。甲狀腺有一個負回饋的機制：當T4的濃度夠高的時候，TSH的製造就會受到抑制。TSH的製造會受到下視丘所釋放的促甲狀腺素釋放激素（TRH）所調控；TRH會因為受到刺激，如寒冷，它的濃度就會升高。TSH的濃度會因為體抑素、糖皮質激素和性荷爾蒙的增加（雌激素和睪酮），還有血中碘濃度過高而下降。
甲狀腺還會釋放另外一個激素，來調節血中的鈣離子濃度。副濾泡細胞（濾泡旁細胞）會因為血中的鈣離子過高而分泌降鈣素。抑鈣素會促使鈣離子進入骨骼，這個作用跟副甲狀腺素的作用正好相反。降鈣素和副甲狀腺激素相比較，降鈣素顯得不是那麼重要，因為鈣離子在體內的活動會因為副甲狀腺激素切除而異常，但不會因為甲狀腺切除而異常。

## 组织学

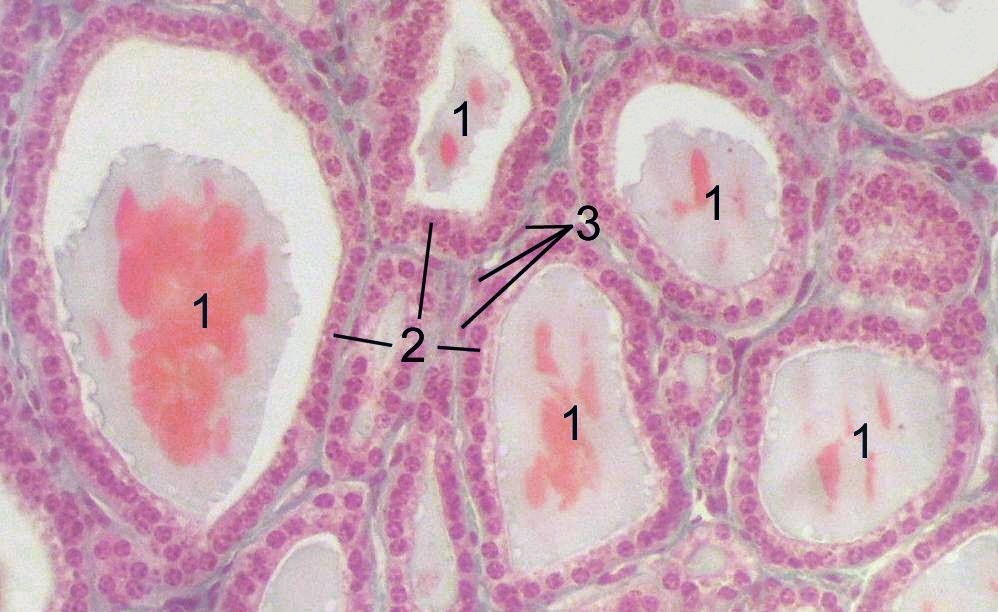
马的甲状腺照片
1含胶体的滤泡，2滤泡上皮细胞，3毛细血管的内皮细胞

组织学上，甲状腺是由一层结缔组织包绕，称为纤维囊即真被膜（capsula fibrosa），它会随血管和神经深入腺体实质，将甲状腺分割为独立的小叶。腺体组织由滤泡组成，其中贮存有胶体，其实就是甲状腺激素的失活形式。这些滤泡被一层上皮包绕。哺乳动物在滤泡的上皮细胞间和滤泡之间存在着滤泡旁细胞（C细胞）。滤泡上皮细胞间的滤泡旁细胞的顶部由于被邻近的滤泡上皮细胞覆盖，所以它们并不能接触到滤泡内腔。滤泡周围有网状的纤维和致密的毛细血管网（血液和淋巴管）。
滤泡的大小可变，切片情况下会与切片平面，充实程度有关。胶体的颜色与水分含量有关。在观察切片的过程中由于水分的流失和蒸发，滤泡会呈现没有被胶体填满的现象。C细胞要使用免疫组织学方法才能被观察到。

## 激素

三碘甲状腺素（T_{3}）及四碘甲状腺素（T_{4}）在体内的运作系统

甲狀腺分泌的三碘甲腺原氨酸（T3）和四碘甲腺原氨酸（T4，即甲狀腺素）是碘化合物，由濾泡上皮細胞合成，這需要有足夠的碘為前提。濾泡上皮細胞首先合成甲狀腺球蛋白（thyroglobulin，Tg）並貯存於濾泡腔內。然後細胞會往濾泡腔內注入碘和一種甲狀腺過氧化物酶（thyroid peroxidase，TPO）。後者會催化甲狀腺球蛋白上酪氨酸殘基的碘化。甲狀腺激素其實指的是三碘甲腺原氨酸和四碘甲腺原氨酸。
甲狀腺受到垂體分泌的促甲狀腺激素調節。在這種激素的作用下T3和T4會由上皮細跑從濾泡腔內通過胞吞作用吸收並釋放入血。
這種重要的激素作用於差不多全部細胞並影響其新陳代謝。其作用可概括為加速脈搏，提高血壓，血管舒張，提高體溫。另外它是生長和分化過程中必不可少的激素。
濾泡旁細胞分泌降鈣素。它會降低血液中鈣水平，是調節鈣代謝的激素。
在哺乳動物外的生物，甲狀腺激素還有其他功能。如從蝌蚪到蛙的變態發育和鳥類的換毛，都需要甲狀腺激素的參與。

## 含碘食用盐
含碘食盐是一种加入了少量含碘盐类（如碘酸钾）的食用盐。通过消化其中的碘化物可以预防食用者的碘缺乏病。包括，哈萨克斯坦、南非、中华人民共和国均强制要求食用盐中添加碘。
对于未怀孕或哺乳期的成人，建议每日碘摄入量为150μg。 摄入碘或高于此阈值的暴露通常是良好耐受的。 然而，在某些易感人群中，包括那些已有甲状腺疾病的人群，老年人，胎儿和新生儿，或其他危险因素的患者，发生碘诱导的甲状腺功能障碍的风险可能会增加。

## 甲状腺的检查
人体的甲状腺可以通过触诊检查，在没有甲狀腺肿的情况下，视诊看不到甲狀腺；当甲状腺肿发生时，除非体形过胖、脖子过短，一般可用肉眼看出。狗的甲状腺若可触感到，就已经属于肿大。
在成像诊断方面，常见的有超声波检查法，当要进一步了解病情时还会用到闪烁法，还有X射线断层成像和核磁共振成像。
用细针抽吸可以取得甲状腺的细胞学样本。通过活组织检查可以取得组织学检查样本。
在实验室人们可以测定游离的T3和T4水平，TSH和甲狀腺球蛋白水平，通过非线性模型SPINA（Struktur Parameter Inferenz Ansatz）可以计算T4的分泌能力和外周5'-脱碘酶（5'-deiodinase，一种酶）。也可以确定甲状腺抗体（如TRAb，Tg-Ab，TPO-Ab）水平。

## 甲狀腺異常
甲狀腺異常包括甲狀腺機能亢進、甲狀腺機能低下和甲狀腺結節。這些異常都可能會造成甲狀腺腫大。

### 甲狀腺機能亢進
- 症狀：

1. 凸眼性甲狀腺腫：是因為T3和T4過量製造而造成，它是一種自體免疫疾病，抗體會促使甲狀腺分泌過量的甲狀腺素。通常是因為這個疾病所造成凸眼性甲狀腺腫會因為沒有負回饋的機制而導致甲狀腺腫大。凸眼性甲狀腺腫的症狀有甲狀腺腫大（goiter）、突眼（英语：Exophthalmos）（protruding eyes，exophthalmos）、心悸、多汗、腹瀉、體重下降、肌肉無力、對熱有異常的感覺，還有飲食通常會增加。

- 治療：

1. β受體阻滯劑常用於減少心跳加速、震顫、焦慮、心悸等症狀。藥物需要幾個月的時間才有辦法達到完全的療效，會有一些副作用，如皮膚疹、白血球數目會下降。開始服用這藥物之後，需要固定的時間回診並且監測血液。
2. 抗甲狀腺藥物（英语：Antithyroid agent）用於減少甲狀腺素的生成，特別針對凸眼性甲狀腺腫。藥物需要幾個月的時間才有辦法達到完全的療效，會有一些副作用，如皮膚疹、白血球數目會下降。開始服用這藥物之後，需要固定的時間回診並且監測血液。
3. 放射性碘-131，有些病患會因為這些藥物的副作用還有服藥時間的不方便而選擇放射碘治療。放射碘會去破壞部分或者是全部的甲狀腺。
4. 手術切除，切除會伴隨著可能把副甲狀腺切除的風險或者是傷到控制聲帶的神經。一旦甲狀腺被切除之後，就可能會造成甲狀腺機能低下。

### 甲狀腺功能低下
甲狀腺機能低下，是因為T3和T4的製造量不足而造成，可能的原因如下：
- 先天性甲狀腺異常（先天性甲狀腺機能低下症）
- 自體免疫疾病，如橋本氏甲狀腺炎。
- 碘缺乏病，比較可能發生在落後的國家。
- 甲狀腺切除，可能是為了治療甲狀腺機能亢進或者是甲狀腺癌而切除。

通常會有異常體重增加、疲累、禿頭、對冷不耐受、心跳過緩。
甲狀腺功能低下可以用賀爾蒙補充療法治療，像是用左旋甲狀腺素鈉，可能終其一生都要服用這藥物。
如果需要服用藥物，必須要在醫療人員的指示下服用，且可能需要幾周的時間才會有療效。
回饋機制會因為甲狀腺素分泌不足而啟動，但當甲狀腺低下是因為碘缺乏而引起，那麼甲狀腺也無法合成T3和T4，結果就是導致甲狀腺會一直成長形成一個非毒性甲狀腺腫，稱為非毒性是因為它不會產生大量的甲狀腺激素。

### 先甲狀腺機能亢進，後甲狀腺機能低下
有兩種疾病會造成一開始是甲狀腺機能亢進，後來是甲狀腺機能低下：
- 橋本氏甲狀腺炎
- 產後甲狀腺炎（英语：Postpartum thyroiditis）

橋本氏甲狀腺炎是自體免疫性疾病，本身的免疫系統會跟甲狀腺接觸，進而破壞甲狀腺。一開始腺體可能是過度亢進的，後來會因為腺體已經被破壞的差不多了而導致無法製造出那麼多的甲狀腺素，造成甲狀腺功能低下。有些病患就會經歷激素水平的高低震盪，一下子就從高水平跌到低水平。過程可能是幾天、幾個禮拜甚至是幾個月都有可能。橋本氏甲狀腺炎出現在女性的機率比出現在男性大的多，通常是過了30歲以後會出現，且傾向於家族性的，所以可以看成是遺傳性疾病。另外一種常見的個案是有1型糖尿病或者是乳糜瀉。
產後甲狀腺炎，發生在一些生完小孩的女性身上。分娩過後，甲狀腺體就變開始有發炎現象，情況是先亢進而後低下。某些案例會隨著時間過去，而恢復它原本該有的功能；但有些可能不是如此。雖然無法每次都知道原因，但有時就是自體免疫異常所造成，像是橋本氏甲狀腺炎或者是瀰漫性毒性甲狀腺腫。

### 癌症
甲状腺癌包括，甲状腺乳头状癌，甲状腺滤泡状癌，甲状腺髓样癌，甲状腺未分化癌。

## 另見
- 甲狀腺腫大
- 甲狀腺素
- 甲狀腺激素